# Grace Van Patten
Grace Van Patten (Nova Iorque, 21 de novembro de 1996) é uma atriz norte-americana. Ela é conhecida por seu papel como Ellie em Tramps e Lucy Albright em Tell Me Lies.

## Biografia
Van Patten cresceu em Nova Iorque e estudou na Escola Secundária Fiorello H. LaGuardia. Ela é a mais velha das três filhas do diretor e produtor Tim Van Patten. Ela é sobrinha do ator cômico Dick Van Patten. Sua prima é a atriz Talia Balsam, filha de Joyce Van Patten.
Aos 8 anos, o primeiro papel de Van Patten foi na série de drama policial para televisão The Sopranos, dirigida por seu pai. Ele conseguiu o teste para ela, e ela interpretou Ally, filha do gangster Eugene Pontecorvo.
Em 2016, Van Patten foi escalado para o filme de comédia romântica Tramps, ao lado de Callum Turner.
Em 2017, Van Patten co-estrelou Ruby Modine, Marina Squerciati e Michael Lombardi no filme de terror Central Park. No mesmo ano, Van Patten foi escalada para o filme de comédia dramática The Meyerowitz Stories. Também no mesmo ano, Van Patten interpretando Mackenzie Darling na comédia romântica The Wilde Wedding.
Em 2018, Van Patten apareceu no filme de comédia e mistério Under the Silver Lake. No mesmo ano, Van Patten desempenhou o papel recorrente de Olivia Meadows na série Netflix Maniac.
Em 2019, Van Patten foi escalado para interpretar o papel principal de Lilian no filme de comédia dramática Good Posture.
Em 2020, Van Patten estrelou Jovan Adepo no filme dramático The Violent Heart.
Em 2021, Van Patten estrelou o filme de drama de ação Mayday como Ana. Nesse mesmo ano, Van Patten foi escalado para o papel principal da minissérie Nine Perfect Strangers como Zoe Marconi.
Em 2022, Van Patten estrelou ao lado de Jackson White na série dramática Tell Me Lies.

## Filmografia
| Ano  | Título                            | Papel             | Notas                        |
| ---- | --------------------------------- | ----------------- | ---------------------------- |
| 2006 | The Sopranos                      | Ally Pontecorvo   | 2 episódios                  |
| 2013 | Law & Order: Special Victims Unit | Jodie Lanier      | Episódio: "October Surprise" |
| 2014 | Boardwalk Empire                  | Ruth Lindsay      | Episódio: "Cuanto"           |
| 2015 | Stealing Cars                     | Maggie Wyatt      |                              |
| 2016 | Tramps                            | Ellie             |                              |
| 2017 | Central Park                      | Leyla             |                              |
| 2017 | The Meyerowitz Stories            | Eliza Meyerowitz  |                              |
| 2017 | The Wilde Wedding                 | Mackenzie Darling |                              |
| 2018 | Under the Silver Lake             | Balloon girl      |                              |
| 2018 | Maniac                            | Olivia Meadows    | Elenco recorrente            |
| 2019 | Good Posture                      | Lilian            |                              |
| 2020 | The Violent Heart                 | Cassie            |                              |
| 2021 | Mayday                            | Ana               |                              |
| 2021 | Nine Perfect Strangers            | Zoe               | Elenco principal             |
| 2022 | Tell Me Lies                      | Lucy Albright     | Elenco principal             |